# 眉溪
眉溪位於台灣中部，屬於烏溪水系，為南港溪的主流 （此處指最長河道） 上游，流域面積136.41平方公里，分佈於南投縣埔里鎮北部及仁愛鄉中西部。其源流為哈奔溪，發源於北東眼山、三角峰之間的合望鞍部一帶，向西南流經霧社，於人止關附近與北側流來之東眼溪會合，始稱眉溪，續流經楓樹林、獅子頭、九芎林、蜈蚣崙，進入埔里盆地後繞行盆地北部，於盆地西部之向善橋附近注入南港溪。
眉溪河谷為通往台灣東部地區的重要孔道之一，省道台14線即通過此一地段。

## 眉溪主要支流
- 眉溪：南投縣埔里鎮、仁愛鄉
  - 水流東溪：南投縣埔里鎮
    - 台牛溪：南投縣埔里鎮
    - 北寮坑溪：南投縣埔里鎮

  - 油車坑溪：南投縣埔里鎮
  - 史港溪：南投縣埔里鎮
  - 墘溪：南投縣埔里鎮、仁愛鄉
  - 觀音溪：南投縣埔里鎮
  - 本部溪：南投縣仁愛鄉
  - 南山溪：南投縣仁愛鄉
  - 東眼溪：南投縣仁愛鄉
  - 哈奔溪：南投縣仁愛鄉

## 眉溪對清代平埔族之主要吸力
眉溪水源發源地位於清境後山。眉溪、南港溪橫貫南北，在埔里愛蘭地區會合，形成烏溪的支流。其氣候、土壤、水源皆適合農作生產。
水源是群聚的奠基，在清代眉溪成為平埔族人遷移至埔里的重要聚落。嘉慶十九年間（1815年）發生的「郭百年事件」，使中部平埔族群遷移埔里，在眉溪南北兩岸開墾後，分別建立牛眠山、守城份、大湳、蜈蚣崙四個主要聚落，至今稱「眉溪四庄」或「四庄番」。其中Kaxabu(噶哈巫族，以下稱Kaxabu)的村落「守城份」及「蜈蚣崙」鄰近眉溪，因地緣關係，眉溪成為與此地平埔族、漢移民與泰雅族交易活動之主要地點。因交易活動而建立的人群關係，進而促成婚姻關係的形成，會有泰雅族女性嫁至平埔族的現象發生。
生活在眉溪地區的Kaxabu，有不少族人曾在鄰近的高山地區（打獵或砍伐時）遭到泰雅族群「出草」。藉此也可看出眉溪劃分了泰雅族與平埔族地域的天然界線。因此溪流便是人文所在之處，所有活動都是因水而成，進而成為聚落、交易、人文的匯集之處。
眉溪四庄地區，在早期便自形成一種人群社會網絡。在當地平埔族與泰雅族部落緊密相連，彼此之間不僅有交易和婚姻關係，亦存在敵對與獵首的情形。

#### 現今
而現今埔里的眉溪流域因充沛的水源、寬廣的土地，四庄便成為農業、花卉的重要產地，在此地也仍保有平埔族生活風俗、飲食文化、母語歌謠與年節慶典活動等等。

## 外部連結
- 臺灣原住民族資訊資源網 （页面存档备份，存于）

1. ↑  author, author. . 台灣文獻. 中華民國八十九年六月, 第五十一卷 (第二期): 30  [2024/10/24] –埔里研究論文資料庫. |author=和|last=只需其一 (帮助);
2. ↑  https://pass.ncnu.edu.tw/beaver/emag/article/200008/Pulipingpu.pdf
3. ↑  author, author. . 南投: 普羅文化. 2010: 101. |author=和|last=只需其一 (帮助)
4. ↑  Campbell, William. . 臺北: 前衛. 2005: 頁33、46–48. |author=和|last=只需其一 (帮助)
5. ↑  author, author. . 台北: 順益博物館、中研院民族所. 2016: 305–363. |author=和|last=只需其一 (帮助)